# Егоров, Юрий Иванович
Юрий Иванович Егоров (16 февраля 1926 — 3 сентября 2006) — оператор, режиссер-документалист Центральной студии документальных фильмов СССР, один из создателей и многолетних авторов киножурнала «Фитиль», лауреат Государственной премии СССР в области литературы, искусства и архитектуры за 1978 год, автор документальных фильмов и сюжетов, в том числе, по результатам экспедиций в страны Африки в период их борьбы за независимость (Гвинея-Бисау, Мозамбик).

## Биография
Родился 16 февраля 1926 года в г. Москве в семье инженера Ивана Васильевича Егорова и Зинаиды Григорьевны Егоровой (Гранцевой). Семья проживала в комнате коммунальной квартиры на 4 этаже здания по Благовещенскому пер., д. 10, до 1917 г. принадлежавшей родителям И. В. Егорова.
Во время учебы в школе Ю. И. Егоров получил травму стопы. В дальнейшем с помощью самостоятельно созданного протеза смог передвигаться, участвовать в длительных пешеходных экспедициях, заниматься профессионально подводными киносъемками.
В 1949 г. окончил ВГИК (мастерская советского документалиста Михаила Ощуркова). После окончания института постоянно работал на Центральной студии документальных фильмов СССР в качестве кинооператора, кинорежиссера-оператора, автора документальных сюжетов и фильмов.
В 1962—1968 гг. создавал авторские сюжеты для только появившегося Всесоюзного сатирического киножурнала «Фитиль». За эту работу был удостоен в 1978 году Государственной премии СССР в области литературы, искусства и архитектуры совместно с писателем, драматургом и создателем «Фитиля» С. В. Михалковым, главным режиссером журнала А. А. Столбовым и кинооператором С. И. Киселёвым.
Умер 3 сентября 2006 года. Похоронен на Хованском кладбище.

## Фильмография
Помимо документальных фильмов создал сюжеты для Всесоюзного сатирического киножурнала «Фитиль» и киножурналов «Новости дня», «Советский спорт», «Альманах кинопутешествий».
Среди наиболее значимых работ документальные полнометражные фильмы о национально-освободительной борьбе народов Африки (совместно с журналистом-международником и участником африканских экспедиций О. К. Игнатьевым, кинооператором О. А. Лебедевым): «Поступь свободы» (1968 год), «Партизанские тропы Анголы» (1970 год), «Виват Фрелимо» (1971 год), «К северу от Замбии», «Поступь свободного Мозамбика»(1976 год), «Республика в океане» (1977 год, об островах Зеленого Мыса), «В стране Амилкара Кабрала» (1977 год), «Демократическая республика Сан-Томе и Принсипи» (1979 год). В 1982 году выпустил полнометражный документальный фильм как режиссер и оператор «Наш друг Индия».